# Koszykówka na Igrzyskach Panamerykańskich 1975
Koszykówka na Igrzyskach Panamerykańskich 1975 został rozegrany w dniach 13–27 października 1975. W turnieju mężczyzn triumfowała reprezentacja Stanów Zjednoczonych.

## Ostateczna kolejność drużynowa
| Poz. | Państwo                              |
| ---- | ------------------------------------ |
|      | Stany Zjednoczone                    |
|      | Portoryko                            |
|      | Brazylia                             |
| 4.   | Meksyk                               |
| 5.   | Kuba                                 |
| 6.   | Kanada                               |
| 7.   | Argentyna                            |
| 8.   | Wenezuela                            |
| 9.   | Bahamy                               |
| 10.  | Wyspy Dziewicze Stanów Zjednoczonych |